# Australian Open 2012 - Doppio leggende maschile
Guy Forget e Henri Leconte hanno battuto in finale Wayne Arthurs e Thomas Muster 6-2, 6-3.

## Tabellone

### Legenda
| - Q = Qualificato - WC = Wild card - LL = Lucky loser | - ALT = Alternate - SE = Special Exempt - PR = Protected Ranking | - w/o = Walkover - r = Ritirato - d = Squalificato |

### Finale
|  | Finale                      |                             |                             |   |   |  |
|  |                             |                             |                             |   |   |  |
|  | Wayne Arthurs Thomas Muster | Wayne Arthurs Thomas Muster | Wayne Arthurs Thomas Muster | 2 | 3 |  |
|  | Guy Forget Henri Leconte    | Guy Forget Henri Leconte    | Guy Forget Henri Leconte    | 6 | 6 |  |

### Gruppo A
|  |                                | Cash Ivanišević  | Bahrami Pioline   | Arthurs Muster    | Eltingh Haarhuis | RR V–P | Set V–P | Game V–P | Posizione |
|  | Pat Cash Goran Ivanišević      |                  | 6-2, 2-6, [8-10]  | 4-6, 3-6          | 2-6, 6-4, [10-8] | 1-2    | 3-5     | 24-31    | 3         |
|  | Mansour Bahrami Cédric Pioline | 2-6, 6-2, [10-8] |                   | 6-4, 3-6, [10-12] | 4-6, 6(5)-7      | 1-2    | 4-5     | 28-32    | 2         |
|  | Wayne Arthurs Thomas Muster    | 6-4, 6-3         | 4-6, 6-3, [12-10] |                   | 7-5, 6-1         | 3-0    | 6-1     | 36-22    | 1         |
|  | Jacco Eltingh Paul Haarhuis    | 6-2, 4-6, [8-10] | 6-4, 7-6(5)       | 5-7, 1-6          |                  | 1-2    | 3-5     | 19-32    | 4         |

La classifica viene stilata in base ai seguenti criteri: 1) Numero di vittorie; 2) Numero di partite giocate; 3) Scontri diretti (in caso di due giocatori pari merito ); 4) Percentuale di set vinti o di games vinti (in caso di tre giocatori pari merito ); 5) Decisione della commissione.

### Gruppo B
|  |                                    | Forget Leconte | Cahill Fromberg | Ferreira Kafel'nikov | Woodbridge Woodforde | RR V–P | Set V–P | Game V–P | Posizione |
|  | Guy Forget Henri Leconte           |                | 6-1, 6-4        | 7-6(5), 6-3          | 6-4, 7-5             | 3-0    | 6-0     | 37-23    | 1         |
|  | Darren Cahill Richard Fromberg     | 1-6, 4-6       |                 | 6(3)-7, 3-6          | 4-6, 2-6             | 0-3    | 0-6     | 20-37    | 4         |
|  | Wayne Ferreira Evgenij Kafel'nikov | 6(5)-7, 3-6    | 7-6(3), 6-3     |                      | 6-4, 4-6, [6-10]     | 1-2    | 3-4     | 32-33    | 3         |
|  | Todd Woodbridge Mark Woodforde     | 4-6, 5-7       | 6-4, 6-2        | 4-6, 6-4, [10-6]     |                      | 2-1    | 4-3     | 32-29    | 2         |

La classifica viene stilata in base ai seguenti criteri: 1) Numero di vittorie; 2) Numero di partite giocate; 3) Scontri diretti (in caso di due giocatori pari merito ); 4) Percentuale di set vinti o di games vinti (in caso di tre giocatori pari merito ); 5) Decisione della commissione.